# Anemonactis clavus
Anemonactis clavus är en havsanemonart som först beskrevs av Jean René Constant Quoy och Joseph Paul Gaimard 1833.  Anemonactis clavus ingår i släktet Anemonactis och familjen Haloclavidae. Inga underarter finns listade i Catalogue of Life.